# Gazi Üniversitesi SK (szachy)
Gazi Üniversitesi SK, pełna nazwa Gazi Üniversitesi Satranç Kulübü – turecki klub szachowy z siedzibą w Ankarze.

## Historia
Drużyna szachowa Uniwersytetu Gazi powstała w 2008 roku. W 2010 roku klub awansował do Süper Satranç Ligi. W inauguracyjnym sezonie najwyższej tureckiej klasy rozgrywkowej zespół zajął szóste miejsce. Sezon 2012 klub zakończył na trzecim miejscu, ulegając jedynie Beşiktaşowi i İTÜ SK. W skład zespołu wchodzili wówczas m.in. Illa Nyżnyk, Vasif Durarbayli i Kaido Külaots. W 2013 roku klub nie przystąpił do rozgrywek ligowych.

## Arcymistrzowie w historii klubu
- Emre Can[6]
- Vasif Durarbayli[6]
- Kaido Külaots[6]
- Illa Nyżnyk[6]